# 奥托克罗姆
奥托克罗姆（法語：Autochrome），也称为“天然彩色像片技术”。是一种早期的彩色摄影的技术。1903年由法国的卢米埃尔兄弟（电影的发明者）获得专利，并于1907年投入市场。在20世纪30年代中期的減色法發明之前，奥托克罗姆是主要的摄影方法。
奥托克罗姆是第一个成功进行商业化的彩色摄影技术。

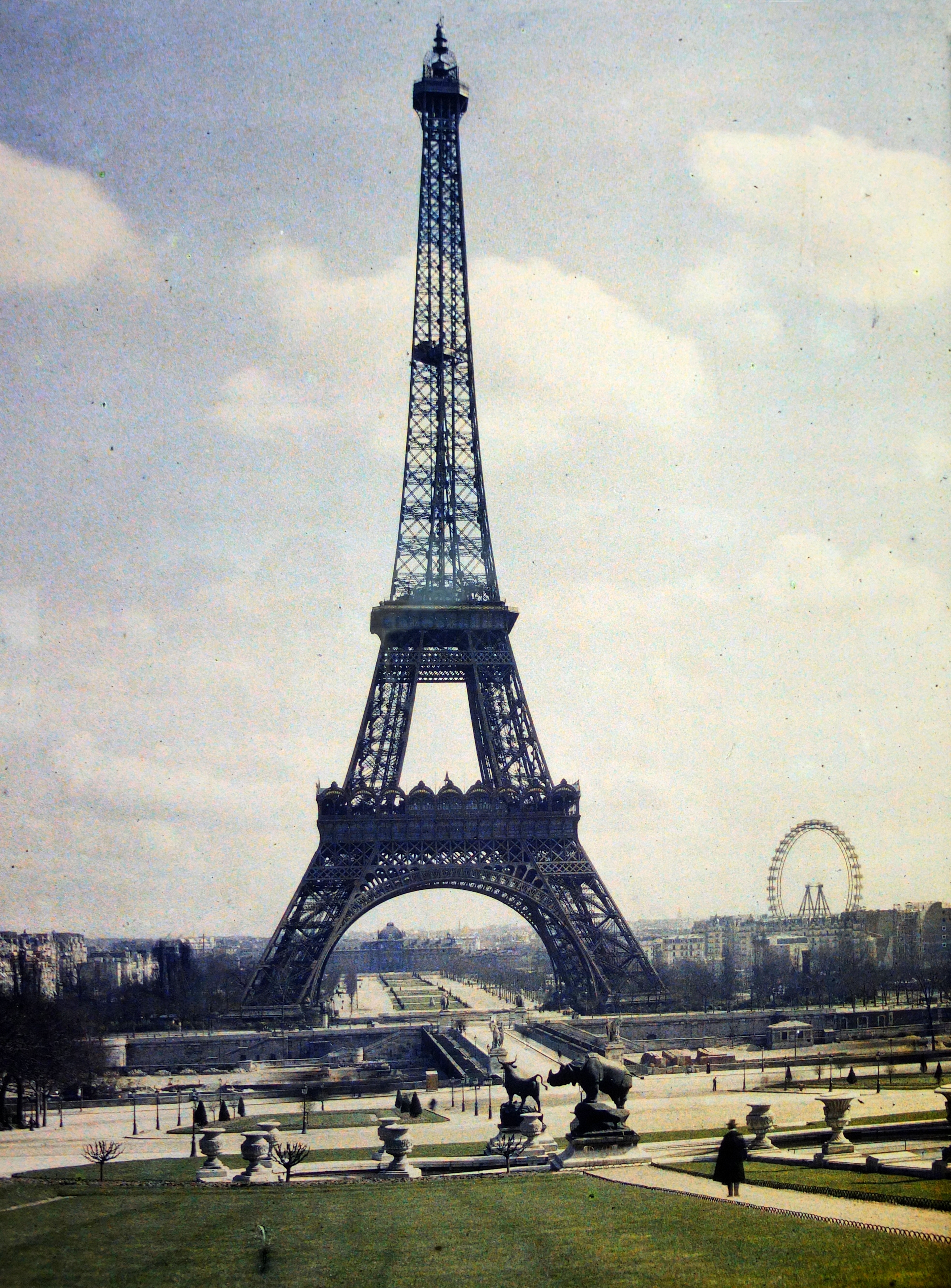
1914年，使用奥托克罗姆技术拍摄的巴黎埃菲尔铁塔彩照。

## 相关项目
- 谢尔盖·米哈伊洛维奇·普罗库金 - 戈斯基
- 阿尔贝·卡恩